# 조인원 (천안 만세 운동)
조인원(趙仁元, 1864년 5월 2일~1931년 7월 25일)은 대한제국의 독립운동가로, 유관순 일가와 함께 충남 천안 아우내 장터 만세 운동을 주도한 사람이자, 조병옥·조병호 형제들의 아버지이기도 하고, 조윤형·조순형 형제들의 친조부이기도 하다.

## 생애
1868년 5세 당시에 조인원(趙仁元)으로 개명(改名)하기 이전의 아명(兒名, 출생명)은 조택원(趙宅元)이고, 충청도 천안(天安)에서 출생한 그는, 1896년경부터 지역 계몽 사회 운동 등에 오래도록 종사하다가, 기미년 삼월 대한 독립 만세 운동 당시의 시점이던, 1919년 4월 1일 홍일선(洪鎰善)·김교선(金敎善)·한동규(韓東奎)·이백하(李柏夏)·이순구(李旬求)·유관순(柳寬順) 등과, 갈전면(葛田面) 아우내(竝川) 장날을 이용하여 대한 독립 만세 시위 운동을 사전에 계획하였다. 그는 1919년 4월 1일 오후 1시경 아우내 장터로 모여든 3천여 명의 만세 시위 군중 앞에 나아가 태극기와 『대한독립』이라고 쓴 큰 깃발을 세워놓고, 독립선언서를 낭독한 후 대한 독립 만세를 힘차게 선창함으로써 아우내 장터의 독립 만세 시위를 점화시켰으며, 3천여명의 군중들은 대한 독립 만세를 절규하며 부르짖으면서 장터안을 행진하다가 여세를 몰아 헌병 주재소까지 접근하게 되었다. 결국 이 기세에 놀란 일본 군경들이 야만적으로 기총을 난사하고, 또 충청남도 천안에서 불러들인 일본 헌병과 수비대까지도 포악무도하게 총검을 휘둘러, 유관순의 아버지 유중권(柳重權) 등 19명이 현장에서 순국하고 30여명이 부상하였다. 결국 이날 오후 4시경 사망자의 가족과 시위 군중이 일군경의 흉탄에 맞아 순국한 시체를 헌병 주재소로 옮겨놓고 강력하게 항의할 무렵, 그는 둘째 아들 조병호(趙炳鎬), 유중권의 동생 유중무(柳重武), 그리고 유관순 등과 함께 헌병 주재소로 달려가 웃옷을 벗어 제치고, 주재소 소장과 헌병들에게 강력히 항의하다가 체포되었다.

## 사후
그의 사후 대한민국 정부에서는 그의 공훈을 기리고자 1968년 3월 1일을 기하여 대통령 표창장이 추서되었으며 1990년 3월 1일을 기하여 건국훈장 애족장이 추서되었다.